# Roger Wolfe Kahn
Roger Wolfe Kahn , né le 19 octobre 1907 et mort le  12 juillet 1962, est un musicien américain de jazz, compositeur, chef d'orchestre et aviateur.